# D.J. MacHale

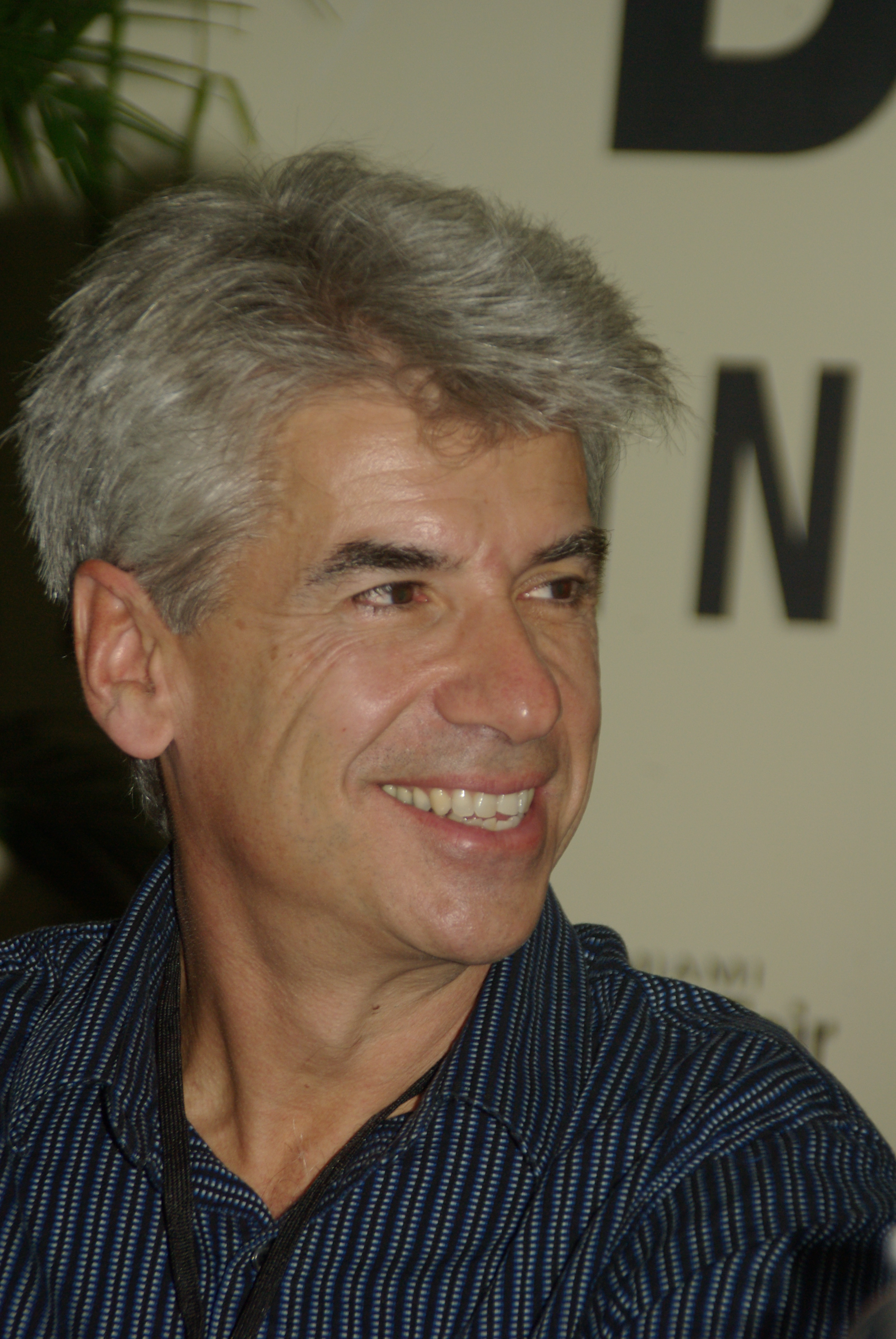
D. J. MacHale, Miami Book Fair International, 2011

Donald James MacHale, (Greenwich, Connecticut, 11 mei 1956) beter bekend als D.J. MacHale, is een Amerikaans schrijver, filmmaker, en uitvoerend producent.
Hij heeft meegewerkt aan tv-series als Are You Afraid of the Dark?, Flight 29 Down en Seasonal Differences. MacHale is ook de auteur van de boekenserie Pendragon.

## Biografie
Tijdens zijn studie aan Greenwich High School, had hij veel parttime banen waaronder bordenwassen bij een steakhouse. Verder was hij lid van twee sportploegen (football and track).
Nadat hij was afgestudeerd, ging MacHale naar New York University en behaalde een BFA (Bachelor of Fine Arts) in Film Production. Hij vond schrijven nooit leuk tot hij naar college ging, waar zijn leraar screenwriting (Pat Cooper) zijn gedachten veranderde.

## Werken
- ABC Afterschool Special (tv-serie)
- Are You Afraid of the Dark? (tv-serie)
- The Tale of Cutter's Treasure (film)
- The Tale of the Dangerous Soup (film)
- Tower of Terror (film)
- Flight 29 Down (tv-serie)
- Seasonal Differences (tv-serie)
- Ghostwriter (tv-serie)
- Encyclopedia Brown, Boy Detective (filmserie)
- Pendragon: Journal of an Adventure Through Time and Space (boekenserie)
- East of the Sun and West of the Moon (‘penned adaptation’)
- Chris Cross (tv-serie)